# Famille von Buxhoeveden
Cette page explique l’histoire ou répertorie les différents membres de la famille de Buxhoeveden.
La famille von Buxhoeveden, orthographiée aussi Buxhöwden, ou Buxhöweden, ou encore Buxhoevden en finnois, est une famille de la noblesse germano-balte originaire de Bexhövede en Basse-Saxe qui a suivi l'Ordre Teutonique en Livonie au tournant du XIIe siècle et du XIIIe siècle et qui s'est étendue dans les provinces Baltes et dans l'Empire russe.

## Personnalités
- Albert de Buxhoeveden (1165-1229), troisième évêque de Livonie et fondateur de Riga
- Hermann de Buxhoeveden (1163-1248), premier évêque de Dorpat
- Frédéric de Buxhoeveden (1750-1811), général de l'armée impériale russe
- Baronne Sophie de Buxhoeveden (1883-1956), dame d'honneur de l'impératrice Alexandra Féodorovna

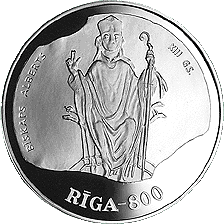
Albert, évêque de Riga, sur une pièce de monnaie lettone
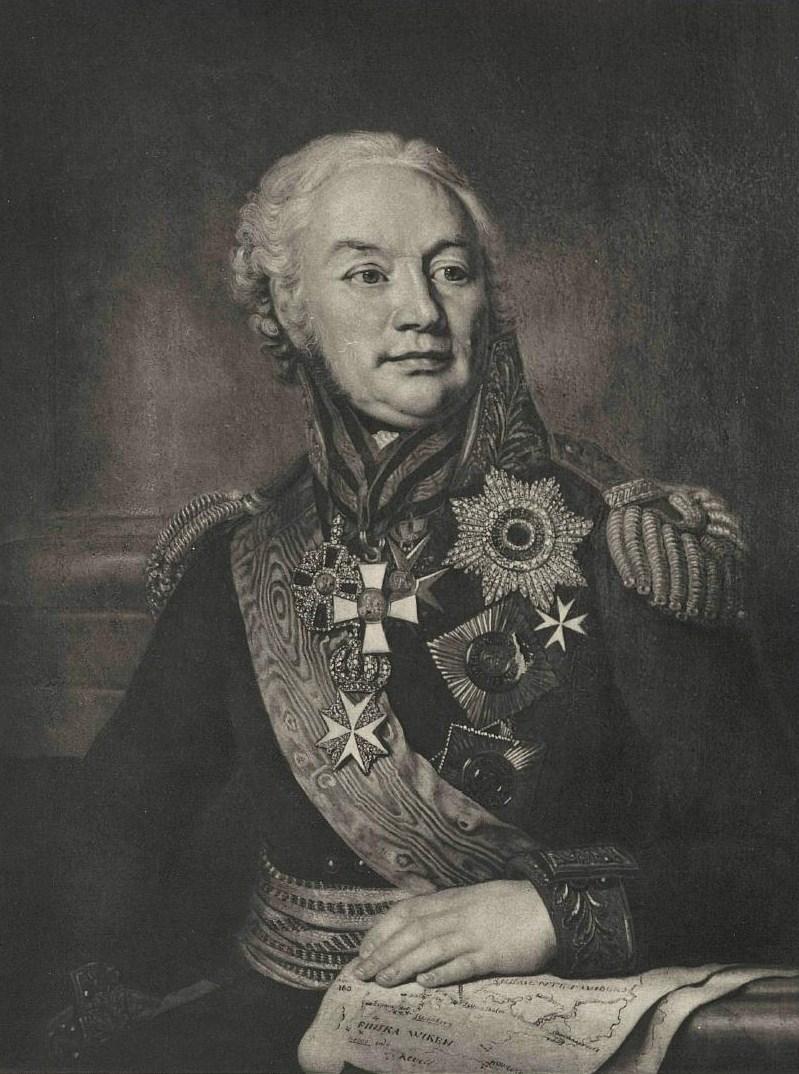
Le général Friedrich Wilhelm von Buxhoeveden